# Silca (ort)
Silca är en ort i Honduras.   Den ligger i departementet Departamento de Olancho, i den centrala delen av landet, 110 km nordost om huvudstaden Tegucigalpa. Silca ligger 790 meter över havet och antalet invånare är 1 112.
Terrängen runt Silca är lite kuperad. Runt Silca är det glesbefolkat, med 14 invånare per kvadratkilometer. Närmaste större samhälle är Salamá, 5,4 km väster om Silca.  